# Distretto di Date
Il distretto di Date (伊達郡, Date-gun?) è uno dei distretti della prefettura di Fukushima, in Giappone.
Attualmente fanno parte del distretto i comuni di Kawamata, Kōri e Kunimi.
| Controllo di autorità | VIAF (EN) 146590568 · LCCN (EN) n81072923 · J9U (EN, HE) 987007566840305171 · NDL (EN, JA) 00277840 |